# Encephalartos septentrionalis
Encephalartos septentrionalis là một loài thực vật hạt trần trong họ Zamiaceae. Loài này được Schweinf. ex Eichler mô tả khoa học đầu tiên năm 1887.